# Nicolae Calancea
Nicolae Calancea (sinh ngày 29 tháng 8 năm 1986) là một cầu thủ bóng đá người Moldova thi đấu ở vị trí thủ môn cho câu lạc bộ România Universitatea Craiova và đội tuyển quốc gia Moldova.

## Đời sống cá nhân
Anh trai của Calancea, Valeriu, là nhà vô địch cử tạ châu Âu và thế giới của România.